# جانيت دونبار
جانيت دونبار (بالإنجليزية: Janet Dunbar) هي ملحنة أمريكية، (و. م).